# Zaraza goryczelowa
Zaraza goryczelowa (Orobanche picridis F. W. Schultz) – gatunek byliny z rodziny zarazowatych (Orobanchaceae). Jest rośliną pasożytniczą. Pasożytuje na goryczelu (Picris sp.).

## Zasięg występowania
Występuje w Afryce Północnej (Algieria, Maroko), południowej i południowo-wschodniej Europie oraz w Azji Zachodniej i na Kaukazie. W Polsce występuje rzadko i tylko w południowej części. Współcześnie znana tylko z Doliny Bolechowickiej.

## Morfologia
ŁodygaDo 70 cm wysokości, smukła, żółtawa lub fioletowa.
LiścieWykształcone w postaci podługowatych, zaostrzonych łusek.
KwiatyKorona żółtawobiała, jasno ogruczolona. Gardziel korony szeroko otwarta. Łatki wargi górnej odgięte. Znamiona purpurowofioletowe.

## Zagrożenia i ochrona
W latach 2004–2014 roślina była objęta w Polsce ochroną ścisłą, od 2014 roku podlega częściowej ochronie gatunkowej.
Kategorie zagrożenia gatunku:
- Kategoria zagrożenia w Polsce według Czerwonej listy roślin i grzybów Polski (2006)[8]: R (rzadki, potencjalnie zagrożony); 2016: EN (zagrożony)[9].
- Kategoria zagrożenia w Polsce według Polskiej Czerwonej Księgi Roślin (2001): EN (endangered, zagrożony); 2014: VU (narażony)[10].